# Hélène Loiselle
Pour les articles homonymes, voir Loiselle.
Hélène Loiselle (née Marie Marthe Raymonde Hélène Loiselle le 17 mars 1928 à Montréal, morte le 7 août 2013) est une actrice québécoise. Elle est la fille de Jean-Baptiste Loiselle et d'Odile Dubreuil.

## Biographie
Née en 1928, Hélène Loiselle est tôt devenue l'une des figures marquantes de la scène et de la télévision québécoise,,. Elle a une carrière très variée qui s'étend sur six décennies et qui comprend des téléthéâtres, des feuilletons radiophoniques, des émissions pour enfants, des téléromans, ainsi que quelques films importants.
Fille de commerçants, elle va au pensionnat dirigé par des religieuses. À l'âge de sept ans, en 1935, à l'occasion d'une courte récitation qu'elle y fait devant public, elle prend conscience de l'attention qu'elle peut susciter sur scène : elle se dit que « pour exister vraiment », il faut être sur scène. « Soudain, j'avais l'impression d'exister, de compter, d'être écoutée et entendue; sur scène, je ne sentais plus la solitude », se rappelle-t-elle. À 14 ans, en 1942, elle prétend en avoir 17, afin d'être admise sur la scène des Variétés lyriques de Lionel Daunais. Dans les années 1940, avant l'instauration d'un Conservatoire d'art dramatique au Québec, elle reçoit des cours privés auprès des aînés de la profession : les Charlotte Boisjoli (rencontrée par hasard, en  premier, à 15 ans, en  1943), puis François Rozet, Lucie de Vienne et Jean Valcourt,. En 1945, elle fait son entrée chez les Compagnons de Saint-Laurent du père Émile Legault où, la même année, elle fait son véritable début professionnel sur les planches dans On ne badine pas avec l'amour d'Alfred de Musset. Elle y joue aussi du Giraudoux, Racine, Rostand et Shakespeare… Elle y rencontre Lionel Villeneuve, qu'elle épouse. Aussitôt, en 1950, ils partent ensemble à Paris, afin de parfaire leur culture et leur formation théâtrale. Ils y rencontrent et fréquentent plusieurs collègues québécois ayant les mêmes objectifs, dont Guy Provost et son épouse, Denise Vachon, leurs voisins, et Georges Groulx, Lucille Cousineau…
De retour en 1952, Hélène Loiselle paraît sur presque toutes les scènes montréalaises, en Antigone ou en Lady Macbeth, dans les tragédies de Sophocle ou de Shakespeare, en Olga dans Les Trois Sœurs de Tchekhov, ainsi que dans des œuvres de création. Elle figure à la distribution de plusieurs radioromans et radiothéâtres, ainsi que dans plusieurs lectures radiophoniques de textes littéraires. Elle est notamment du feuilleton radiophonique Jeunesse dorée. Puis, elle double des voix de certaines séries télévisées étrangères : ainsi, elle est, au Canada français, la voix de Lady Marianne dans les Aventures de Robin des Bois.
À la télévision canadienne, Hélène Loiselle tient un rôle dans plusieurs téléromans.  Sa première apparition au petit-écran a lieu en 1955 dans Cap-aux-sorciers, un téléroman écrit par Guy Dufresne dans lequel elle joue aux côtés de Gilles Pelletier et Lionel Villeneuve.  Elle participe également à de nombreuses émissions pour enfants, dont Les Oraliens, Fanfreluche et Le Grenier, émission dans laquelle elle interprète une ancienne maîtresse d'école nommée Antoinette Orthographe.  Son rôle télévisuel le plus marquant est sans doute celui de Lisette dans la télésérie Sous un ciel variable, diffusé à Radio-Canada de 1993 à 1997.
Hélène Loiselle participe à la création historique des Belles-Sœurs de Michel Tremblay au théâtre du Rideau vert en 1968, incarnant la snob Lisette de Courval. Elle donne l'une de ses plus bouleversantes interprétations avec le rôle de Marie-Louise dans À toi, pour toujours, ta Marie-Lou, du même dramaturge, lors de sa création au Quat'Sous en 1971. Elle y partage la scène avec son époux dans la vie, le comédien Lionel Villeneuve, dans le rôle de Léopold, formant avec lui, sur scène, un couple déchiré et tragique.
Au cinéma, Hélène Loiselle est un pilier majeur de la distribution des classiques Mon oncle Antoine de Claude Jutra, en 1971, et Les Ordres de Michel Brault en 1974. Vers la fin des années 1990, elle commence à être sollicitée par une nouvelle génération de cinéastes et participe ainsi aux premiers longs-métrages de Louis Bélanger (Post Mortem), Alain DesRochers (La Bouteille) et Catherine Martin (Mariages).  Son rôle dans La Bouteille lui vaut d'être en lice pour le prix Jutra de la meilleure actrice en 2000.  En 2006, elle apparaît une dernière fois dans un long-métrage avec Dans les villes de Catherine Martin.  Elle y interprète une vieille dame vivant dans la solitude.
Elle est la sœur du comédien Hubert Loiselle.
Souffrant de la maladie d'Alzheimer depuis quelques années,, elle meurt le 7 août 2013 ,.

## Filmographie

### Cinéma
- 1959 : Il était une guerre de Louis Portugais : Monique[11]
- 1959 : La misère des autres de Bernard Devlin) : Mme Sicotte[11]
- 1959 : Tout l'or du monde de Raymond Le Boursier : Madame Aristide Leblanc[12]
- 1971 : Mon oncle Antoine de Claude Jutra : Mme Poulin, mère endeuillée[1]
- 1971 : Tiens-toi bien après les oreilles à Papa de Jean Bissonnette
- 1972 : Françoise Durocher, waitress d'André Brassard : une hôtesse hautaine[1]
- 1972 : La Maudite Galette de Denys Arcand : la mère[4]
- 1972 : Le P'tit vient vite de Louis-Georges Carrier : Andréana
- 1973 : Réjeanne Padovani de Denys Arcand : Madame Jeannine Biron[4]
- 1974 : Les Ordres de Michel Brault : Marie Boudreau[1]
- 1982 : Doux aveux de Fernand Dansereau : Rose-Alma Corriveau[11]
- 1989 : Sous les draps, les étoiles de Jean-Pierre Gariépy : la mère[11]
- 1991 : Montréal vu par… de Michel Brault : Madeleine[11]
- 1999 : Post mortem de Louis Bélanger : madame Faucher, une folle de Dieu[1],[6]
- 2000 : La Bouteille d'Alain DesRochers : Yvonne[6]
- 2000 : Romain et Juliette de Frédéric Lapierre[8]
- 2001 : Mariages de Catherine Martin : Maria[8],[11]
- 2002 : De Julia à Émile, 1949 de Manon Brodeur[8]
- 2005 : Une chapelle blanche de Simon Lavoie : Rose-Flore[7]
- 2006 : Dans les villes de Catherine Martin : Joséphine[6],[11]
- 2008 : Gilles de Constant Mentzas

### Télévision
- 1955 - 1958 : Cap-aux-sorciers : Clémence Vigneau[4]
- 1956 : Le Survenant : Angélina[4]
- 1957 : Opération-mystère : Tanagra
- 1960 : Walk Down Any Street
- 1967 : Rue des Pignons : Irène Milot, madame Flagosse Berrichon
- 1968 - 1971 : Fanfreluche : Baba-Yaga et autres sorcières[1],[5]
- 1969 - 1970 : Les Oraliens : Madame Pointu
- 1970 : En pièces détachées (téléthéâtre) : Robertine
- 1970 : À la branche d'Olivier : Marie-Ange Mathieu
- 1976 - 1979 : Le Grenier : Antoinette Orthographe
- 1977 : Duplessis : Mère Marie du Saint-Esprit
- 1984 : Laurier : Sarah Bernhardt
- 1986 - 1987 : La Clé des champs : Denise Leclerc
- 1987 : Avec un grand A (série TV, épisode "Lise, Pierre et Marcel") : Estelle Côté
- 1989 - 1992 : Robin et Stella : Olga Minoucha
- 1993 : Blanche : une religieuse
- 1993 - 1997 : Sous un ciel variable : Lisette Tanguay
- 1996 : Virginie : Renée Gagnon

## Théâtre
- 1945 : On ne badine pas avec l'amour (de Musset; chez les Compagnons de Saint-Laurent), Rosette[1],[10]
- 194? : Britannicus (de Racine), Junie[5]
- 194? : Henri IV (de Pirandello), Frida[5]
- 1951 : L'Annonce faite à Marie (de Claudel; à Paris)[5]
- 1953 : Zone (de Marcel Dubé)[8]
- 1959 : Bousille et les justes (de Gratien Gélinas; à la Comédie canadienne)[4],[8]
- 196? : Victor ou les Enfants au pouvoir (de Vitrac-Anouilh; à l'Égrégore)[1]
- 196? : Oncle Vania (de Tchékhov; à l'Égrégore)[1]
- 196? : Les Trois Sœurs  (de Tchekhov), Olga[1]
- 1968 : Le Cid maghané (de Réjean Ducharme)[8],[13]
- 1968 : Ines Pérée et Inat Tendu (de Réjean Ducharme)[13]
- 1968 : Les Belles-sœurs (de Michel Tremblay; au Rideau vert), la snob Lisette de Courval[1]
- 1969 : Médium saignant (de Françoise Loranger)[8]
- 1969 : En pièces détachées (de Michel Tremblay; au Quat'Sous), Robertine, la mère de Marcel[1],[4]
- 1971 : À toi pour toujours, ta Marie-Lou (de Michel Tremblay; au Quat'Sous), Marie-Louise[1]
- 1971 : En pièces détachées (de Michel Tremblay; à la SRC), Robertine, la mère de Marcel[6],[4]
- 1974 : Un tramway nommé Désir (de Tennessee Williams; chez Duceppe), Blanche Dubois[1]
- 1978 : La Crique (de Guy Foissy; au Quat'Sous)
- 1980 : Les Voisins (de Louis Saïa et Claude Meunier)[1]
- 1986 : Les Baleines (de Jean-Raymond Marcoux;  au théâtre d'Aujourd'hui), Margot
- 1991 : Les Chaises (d'Ionesco; au Quat'Sous)[1]
- 1992 : La Leçon d'anatomie (de Larry Tremblay)[1], Martha[10]
- 1993 : Yerma (de Lorca; au Rideau vert), le rôle-titre[1]
- 1996 : La Cantatrice chauve (d'Ionesco; au Rideau vert)[1], Madame Smith
- 1998 : L'Oiseau vert (de Carlo Gozzi; au théâtre du Nouveau Monde), La reine mère Tartagliona
- 1999 : Rêves (de Wajdi Mouawad)[8]
- 2000 : Les Chaises (d'Ionesco; au Rideau vert), La vieille
- 2001 : Six personnages en quête d'auteur (de Pirandello; au Quat'Sous), La mère

## Récompenses et Nominations

### Honneurs
- 2006 : prix Denise-Pelletier[8]

### Récompenses
- 1995 : prix Gémeaux du meilleur premier rôle féminin, Sous un ciel variable (SRC)

### Nominations
- 2001 : nomination du Jutra de la meilleure actrice, pour La Bouteille